# ایکسلسیر (مینه‌سوتا)
ایکسلسیر، مینه‌سوتا (به انگلیسی: Excelsior, Minnesota) یک شهر در ایالات متحده آمریکا است که در شهرستان هنپین، مینه‌سوتا واقع شده‌است.

## خصوصیات
ایکسلسیر ۱٫۷۹ کیلومترمربع مساحت و ۲٬۱۸۸ نفر جمعیت دارد.